# Pittasoma rufopileatum
El tororoí capirrufo (Pittasoma rufopileatum), también denominado tororoi cejinegro (en Colombia), pittasoma coronirrufa (en Ecuador) o chululú de corona rufa, es una especie de ave paseriforme, una de las dos pertenecientes al género Pittasoma en la familia Conopophagidae, anteriormente incluida en Formicariidae. Es nativo del noroeste de América del Sur.

## Distribución y hábitat
Se distribuye por la vertiente del Pacífico de Colombia hasta el noroeste de Ecuador.
Es rara y aparentemente local en el suelo o cerca, de bosques húmedos de piedemonte por debajo de los 1100 m de altitud.

## Descripción
Mide 16,5 a 18 cm de longitud. La corona y la cara son de color castaño rojizo rufo, bordeado por una franja ocular negra ancha; el resto de las partes superiores es de color castaño oliváceo con bandas negras; la garganta y los lados de la cabeza son anaranjados canela; las coberteras de las alas tienen puntas blancas; las partes inferiores son ocre pálido a rufo anaranjado con líneas negras; los flacos están teñidos de marrón.

## Comportamiento
Andan solitarios o en pares, saltando a lo largo rápidamente y después haciendo una pausa y quedando quietos por largos períodos. Aves asustadas pueden volar para ramas bajas.

### Alimentación
Se alimenta de insectos. Acostumbra seguir las hormigas guerreras para atrapar las presas que huyen de ellas.

### Vocalización
Su canto es un silbido penetrante “kiii-yurh” repetido a intervalos de varios segundos. Los llamados incluyen un sonoro y enfático “che-chik!” y un gutural y áspero “kuk kuk kuk kuk kuk”.

## Sistemática

### Descripción original
La especie P. rufopileatum fue descrita por primera vez por el ornitólogo alemán Ernst Hartert en 1901 bajo el mismo nombre científico; localidad tipo «Bulún, Esmeraldas, Ecuador».

### Taxonomía
El género estaba anteriormente incluido en Formicariidae, pero los análisis genético moleculares de Rice, (2005a,b), encontraron que el género estaba hermanado con Conopophaga. La nueva clasificación se ha sustentado también en la morfología y el análisis de las vocalizaciones. Los análisis genético moleculares posteriores de Batalha-Filho et al. (2014) confirmaron la relación de hermanos entre Conopophaga y Pittasoma, y también la monofilia de cada género.
Considerando la variación de plumaje de la especie, la subespecie harterti puede ser sinónimo de la nominal, ya que las dos son geográficamente próximas y no existen barreras dispersivas entre sus respectivas zonas.

### Subespecies
Según la clasificación del Congreso Ornitológico Internacional (IOC) (Versión 6.3, 2016) y Clements Checklist v.2015,  se reconocen 3 subespecies, con su correspondiente distribución geográfica:
- Pittasoma rufopileatum rosenbergi Hellmayr, 1911 – vertiente del Pacífico de Colombia en el centro y sur del Chocó.
- Pittasoma rufopileatum harterti Chapman, 1917 – sur de Colombia en el oeste de Nariño (Barbacoas, Guaycana).
- Pittasoma rufopileatum rufopileatum Hartert, 1901 – noroeste de Ecuador (Esmeraldas, Pichincha).